# Sälmån
Sälmån är ett högerbiflöde till Voxnan i Hälsingland och mynnar nära Voxna kyrka i Voxnabruk. Den egentliga Sälmån kommer från Sälmsjöarna och är cirka 8 kilometer lång, men den totala längden inklusive källflödet Kallbergsån är cirka 20 km. Flodområdet är cirka 75 km². 
Sälmån är uppdämd på talrika ställen, eftersom de kraftiga fallen i dess nedre lopp hade stor betydelse för 1700- och 1800-talets industriella verksamhet i trakten. Den största, sjöliknande dammen heter Övre Hammardammen, ett par kilometer väster om Voxnabruk. De största naturliga sjöarna i Sälmåns avrinningsområde är (förutom de nämnda Sälmsjöarna) Räkasjöarna, Stora Båtsjön och Lilla Båtsjön.